# Хадрамаут
Хадрамут (арап. حضرموت) је име за историјску област на југу Арабијског полуострва дуж Аденског залива у Индијском океану, која иде према истоку све до оманског Дофара.

## Историја
Већ од 2. миленијума п. н. е. Хадрамут је постао важно средиште јужноарапске цивилизације. Преко Хадрамута се одвијала трговина егзотичним робама (злато, слоновача, робови, тамјан) из Африке и Индије за античка краљевства у Средоземљу. Из Хадрамаута су кретали каравани на Пут тамјана преко Мариба и Хиџаза до Палестине.
У давној повијести славу имена Хадрамут пронијело је античко краљевство из предисламског доба,краљевство Хадрамут, по којем је и данашња јеменска мухафаза Хадрамут добила име. Становници Хадрамаута зову се Хадрамућани (Хадрамити, Хадрамиси), антички писци звали су их; Катрамотити, Катрамити или Адрамити. 
На територију Хадрамута од 14. стољећа простирао се племенски Султанат Катири, а од краја 19. стољећа и Султанат Куваити, оба два постали су дио Аденског протектората. Хадрамут је остао под британском контролом као дио протектората јужне Арабије све до 1967. године. Након тога основан је Јужни Јемен, који се ујединио с Сјеверним Јеменом 22. маја 1990. у данашњу државу Републику Јемен.

## Поријекло имена
Постоји више теорија о поријеклу имена Хадрамут али највјероватнија је она по којој име Хадрамут потиче од грчке ријечи ,,hydreumata" а то је значило утврђена водена постаја (утврђени град с извором воде) дуж сувог корита вадија. То су била одморишта каравана на Путу Тамјана.

## Географске одлике
Област Хадрамут је заправо порјечје водотока Вади Хадрамута и још уски обални појас дуж обале Арапбијског мора који се протеже на исток све до оманског Дофара. Обала је безводна, а одмах након ње уздиже се појас стрме широке висоравни (al-Jol), који је просјечно висок 1.370 м. Ова висораван је избраздана оскудном мрежом дубоких кањона - (вадија) (сезонских водотокова). Са сјевера Хадрамут поступно прелази у велику пустињу Руб ел Хали или како Хадрамућани кажу - Празни простор.
Данашњи Хадрамут је управно подијељен имеђу јеменских мухафаза Хадрамут, Ал Махра и Шабва
Становници ове области, Хадрамућани данас као и у давној прошлости живе у својим карактеристичним пустињским насељима (врло густо насељеним насељима и градовима) смјештенима углавном дуж Вади Хадрамута, углавном тамо гдје постоји неки извор воде или бунари. Но баве се заправо земљорадњом, уз уске појасе обрадиве земље око својих градова. Саде пшеницу, просо, узгајају датуле, кокос, дуван и кафу. По пустињској висоравни лутају малобројни бедуини са својим стадима оваца и коза. Хадрамитски друштвени односи су још увијек прожети племенским обичајима, племенске вође управљају животима својих суплеменика. Уз њих велику улогу има и стара сејидска вјерска аристократија, која за себе тврди да вуче поријекло од самог Мухамеда. Врло конзервативно школована, строго се држи ислама (онако како га она интерпретира) и има висок друштвени углед.
Од краја 19. стољећа, и успостава веза са ширим свјетским окружењем преко британске колонијалне политике, отпочео је процес емиграције Хадрамућана у тадашње британске колоније по Индији (Хајдерабад, Баткал, Малабар) те земље југоисточне Азије, поглавито на Јаву, Суматру, Малаку, Тимор и Сингапур. Многи Хадрамућани су се успели у својим новим срединама на врло високе положаје, тако је на примјер неколико индонезијских министара, укључујући и бившег министра спољних послова Али Алатаса и бившег министра финансија Мари Мухамеда, било хадрамитског поријекла. Највише се ипак успео бивши премијер Источног Тимора Мари Алкатири. Хадрамућани су се населили и дуж обала источне Африке (два кенијска министара; Шариф Насер и Најиб Балала, су Хадрамитског поријекла).
Данас је вјероватно најпознатији потомак Хадрамућана - Осама бин Ладен чија породица води поријекло из Хадрамута.
Највећи град у Хадрамуту и управно сједиште мухафазе је лучки град Ал Мукала са 174,700 становника (2003), други већи градови су; Сајун (75, 700), Аш Шихр (69,400), Тарим (48,079).
Први европљанин који је у модерна времена, у првој половини 19. стољећа посјетио Хадрамут и извјестио тадашњу европску јавност о приликама у том забаченом дијелу свијета из 1001 ноћи био је њемачки арабиста Адолф Густав фон Вреде.